# Untitled unmastered
Untitled unmastered (stylizováno jako untitled unmastered.) je kompilační EP amerického rappera Kendricka Lamara. EP, obsahující dříve nezveřejněná dema z doby nahrávání alba To Pimp a Butterfly, bylo nahráno u Top Dawg Entertainment a Aftermath Entertainment, a překvapivě vydáno 4. března 2016. EP je, jako předchozí album, obohaceno prvky žánrů funk a free jazz.

## O albu
Během interview s redaktory webu Grammy.com Lamar uvedl, že jeho „untitled“ píseň, kterou předvedl na konci vystoupení na 58. předávání cen Grammy v roce 2016, pochází z kolekce nezveřejněných písní, které se z různých důvodů nepodařilo vydat na albu To Pimp a Butterfly (2015). Již dříve vystoupil v prosinci 2016 v TV show The Colbert Report s „untitled“ písní, jež na tomto albu je nazvaná „untitled 03 | 05.28.2013.“ a v lednu 2016 vystoupil s „untitled 2“ v show The Tonight Show starring Jimmy Fallon, tato píseň nyní nese název „untitled 08 | 09.06.2014.“
Po určitých náznacích možnosti vydat kompilaci nezveřejněných písní a pomoci od basketbalisty LeBrona Jamese, který přes Twitter vyzval šéfa labelu TDE, aby vydal Lamarovy nezveřejněné písně co nejdříve, se kompilační EP poprvé objevilo 3. března 2016 na Spotify, jako plánovaný release bez data vydání. EP poté bylo nečekaně a bez předešlé propagace vydáno 4. března 2016 na iTunes Store. Posléze bylo dáno ke streamingu na Spotify a další placené hudební služby.
Dle spoluprezidenta labelu TDE Terrence „Punche“ Hendersona bylo inspirací názvu i obalu alba, který tvoří jen prostá jedna barva bez další grafiky, album zpěváka Prince The Black Album z roku 1987.

## Hudba a texty
V The Guardian album označili za plné free jazzu, funku, politicky ožehavých témat a experimentálního zvuku, což se vše objevilo již na albu To Pimp a Butterfly (2015). Sedm z osmi písní bylo nahráno v letech 2013 a 2014, přičemž skladba číslo sedm, byla upravována i v roce 2016.
Tematicky se písně na EP věnují stejným tématům jako na albu To Pimp a Butterfly – politice, duchovnu, afroamerické historii, společensko-politickým tématům atd. „Untitled 02“ je píseň o víře, Bohu a darech od Boha. Tato píseň také poprvé obsahuje nápěv „Pimp pimp!... Hooray“, který se poté na EP několikrát opakuje, čímž písně propojuje. V písni „Untitled 03“ Lamar využívá etnické skupiny, aby na nich ukázal univerzalitu snů a tužeb. Anna Wise se v písni několikrát ptá „What did the ___ say?“ a do mezery vkládá různé názvy ras, aby Lamar v odpovědi uvedl kladné i záporné charakteristiky jednotlivých ras v USA.
Krátká píseň „Untitled 04“ nese poselství na podporu vzdělávání a posílení sebejistoty. Text k písni „Untitled 05“ se věnuje společensko-ekonomické situaci minorit v USA. V písni „Untitled 06“ se Lamar snaží udělat dojem na ženu, která se mu líbí, ale sám se užírá pochybami o svých schopnostech. „Untitled 07“ tvoří tři jednotlivé části, ve kterých útočí na své soupeře. Celá píseň končí ve studiu, kde Lamar s ostatními umělci improvizuje. Poslední píseň „Untitled 08“ (neoficiálně známá také jako „Blue Faces“) pojednává o marnosti a beznaději vyplývající z existenciálních strastí. Přesto je v závěru alba nastíněna jistá naděje do budoucna.

## Po vydání
V první týden prodeje se v USA prodalo 142 084 kusů projektu (177 509 ks po započítání streamů), EP tím debutovalo na první příčce žebříčku Billboard 200.
Do žebříčku Billboard Hot 100 se po vydání dostaly dvě písně, a to „Untitled 02 l 06.23.2014“ (79. příčka) a „Untitled 07 l 2014 - 2016“ (90. příčka).

## Ohlasy kritiků
Na internetovém agregátoru recenzí Metacritic si album drží hodnocení 86 bodů ze 100, založené na 25 odborných kritikách.
Hudební redaktor Radia Wave Miloš Hroch kolekci označil za velmi kvalitní epilog k albu To Pimp a Butterfly. Mimo jiné napsal: „Z až freejazzových improvizací postavených na kolektivní souhře všech muzikantů, Lamarovy rafinované hry s hlasem a živelného doprovodu je cítit hudba pospolitosti – koncept afroamerického spisovatele Amira Baraky z konce 60. let.“ Ocenil tak propojenost černošských hudebních vlivů a aktuálnost socio-politických témat, které Lamar v díle reflektuje.
Hudební recenzentka Daniela Kadlečková, rovněž z Radia Wave, ocenila texty i zvuk kompilace. „I přes přítomný zmatek, způsobený směsicí žánrových inspirací a vytržením jednotlivých skladeb z různých období tvůrčího procesu doprovázejícího desku To Pimp A Butterfly, spojuje kolekci tracků právě syrový a nepřikrášlený zákulisní zážitek.“ I ona tedy toto EP označila za jakýsi trefný a aktuální doslov k albu To Pimp a Butterfly.
Hudební publicista Karel Veselý v článku pro Aktuálně.cz na kompilačním albu ocenil, stejně jako na albu To Pimp a Butterfly, Lamarovu autenticitu, se kterou se pouští proti proudu trendů do vod politiky, občanských hnutí a minulosti černošské hudby: „V době, kdy se díky popularitě jižanského soundu vyžívá hip hop v digitálním futurismu a psychedelii, vrací se Lamar k fundamentům černé hudby - jazzu, funku a soulu. Ale ne v jejich současné upadlé kavárenské podobě, ale v jejich původní, čisté verzi syrové revoluční hudby.“

## Seznam skladeb
| Pořadí         | Název                     | Hudba                                                        | Text | Délka |
| -------------- | ------------------------- | ------------------------------------------------------------ | --- | ----- |
| 1.             | untitled 01 l 08.19.2014. | DJ Spinz, Hit-Boy                                            | Kendrick Duckworth, Gary Rafael Hill, Chauncey Hollis Jr.                                                     | 4:07  |
| 2.             | untitled 02 l 06.23.2014. | Cardo, Yung Exclusive                                        | Duckworth | 4:18  |
| 3.             | untitled 03 l 05.28.2013. | Astronote                                                    | Duckworth, Bilal Oliver, Anna Wise, Stephen Bruner, Terrace Martin                                            | 2:34  |
| 4.             | untitled 04 l 08.14.2014. | Nard & B, Bizness Boi                                        | Duckworth, Solana Rowe, James Bernard Rosser Jr., Brandon Rackley                                             | 1:50  |
| 5.             | untitled 05 l 09.21.2014. | Nard & B                                                     | Duckworth, Johnny Reed McKinzie Jr., Terrence Henderson, Anna Wise, James Bernard Rosser Jr., Brandon Rackley | 5:38  |
| 6.             | untitled 06 l 06.30.2014. | Adrian Younge, Ali Shaheed Muhammad                          | Duckworth, Thomas DeCarlo Callaway, Adrian Younge, Ali Shaheed Muhammad                                       | 3:28  |
| 7.             | untitled 07 l 2014 - 2016 | Egypt Daoud, Cardo, Yung Exclusive, Frank Dukes, Swizz Beatz | Duckworth, Kasseem Dean, Adam Feeney                                                                          | 8:16  |
| 8.             | untitled 08 l 09.06.2014. | DJ Khalil                                                    | Duckworth, Khalil Abdul-Rahman                                                                                | 3:55  |
| Celková délka: | Celková délka:            | Celková délka:                                               | Celková délka:                                                                                                | 34:06 |